# Berge (Spanyolország)
Berge, Teruel (aragónul Berche) település Spanyolországban, Teruel tartományban. Berge Alcorisa, Castellote, Seno, Molinos, La Mata de los Olmos és Los Olmos községekkel határos. Lakosainak száma 216 fő (2024).

## Népesség
A település lakosságának változását az alábbi diagram mutatja:
| Lakosok száma | 230  | 246  | 260  | 273  | 254  | 247  | 245  | 235  | 231  | 216  |
|               | 2001 | 2004 | 2007 | 2009 | 2012 | 2014 | 2017 | 2019 | 2022 | 2024 |